# Kościół św. Stanisława Biskupa i Męczennika w Szczawinie
Kościół Świętego Stanisława Biskupa i Męczennika – rzymskokatolicki kościół parafialny należący do dekanatu strykowskiego archidiecezji łódzkiej.
Jest to świątynia wzniesiona w latach 1988–1992 według projektu Aleksego Dworczaka na miejscu drewnianego kościoła spalonego w 1987 roku. Budowla jest trzynawowa, środkowa nawa zachowuje wielkość poprzedniej świątyni. Prezbiterium kościoła jest wieloboczne, do niego są dostawione dwie zakrystie. Wnętrze nakryte jest stropami betonowymi, płaskimi. Korpus świątyni został wzniesiony na planie prostokąta, nawy boczne są niższe, oddzielone są od nawy głównej betonowymi słupami. Zostały zachowane łuki między filarami, tak samo jak między nawą a prezbiterium. Ten sam element można znaleźć przy oknach. Kościół nakryty jest dachami dwuspadowymi, pokrytymi blachą miedzianą (na wieży) oraz dachówką falistą. Na osi świątyni, nad chórem jest umieszczona wieżyczka (wieża). Kościół został konsekrowany w dniu 7 maja 2000 roku przez arcybiskupa Władysława Ziółka.
Do wyposażenia świątyni należą: ołtarz główny: ściana ołtarzowa, została zaprojektowana przez salezjanina księdza Tadeusza Furdynę i została wykonana z drewna dębowego. W centralnej części znajduje się rzeźba Chrystusa Zmartwychwstałego, wykonana z drewna lipowego. Dwa zabytkowe ołtarze boczne z XVIII wieku, zachowane z poprzedniej świątyni, w stylu barokowym, ozdobione rzeźbami Świętych Apostołów Piotra i Pawła oraz św. Wojciecha i św. Stanisława. Chrzcielnica zabytkowa, w stylu ludowym, odrestaurowana. Droga Krzyżowa wykonana z drewna. Organy elektroniczne wykonane przez firmę Johannus, 3 dzwony.